# 第十届东方风云榜
第十届东方风云榜颁奖典礼于2003年3月22日在上海大舞台举行。

## 综述
本届风云榜通过近两个月的投票评选，集合了32人“大评审团”和歌迷通过网络、来信、手机短信投票而产生出最终的《东方风云榜》十大金曲各奖项。这在内地是第一次实现“全透明”评选模式。

## 获奖名单
- 最受欢迎男歌手：孙楠
- 最受欢迎女歌手：韩红
- 最受欢迎乐队：零点乐队
- 最受欢迎组合：羽泉
- 东方新人 	
  - 金奖：黑棒
  - 银奖：杨坤、王珏
  - 铜奖：赵默、林宸希、张瑶
- 最佳作词 ：许巍 （老狼《晴朗》）
- 最佳作曲 ：董赫男（孙悦《哭泣的百合花》）
- 最佳编曲 ：捞仔《我们知道你爱她》、钟兴民《和尚》
- 最佳音乐录影带 ：爱戴《维他命》
- 风云成就奖 ：刘欢、那英、孙楠、羽泉、陈明、零点乐队、罗中旭、王子鸣
- 十大金曲

| 十大金曲           | 演唱   | 作词     | 作曲     |
| 旅程               | 羽泉   | 胡海泉   | 胡海泉   |
| 爱上你等于爱上寂寞 | 那英   | 徐光义   | 徐光义   |
| 奇迹               | 满江   | 李小龙   | 小柯     |
| 哭泣的百合花       | 孙悦   | 董赫男   | 董赫男   |
| 和 尚              | 胡彦斌 | 胡彦斌   | 胡彦斌   |
| 我爱的她不爱我     | 孙楠   | 吴向飞   | 孙楠     |
| 无所谓             | 杨坤   | 杨坤     | 杨坤     |
| 天涯               | 韩红   | 索南多杰 | 藏族民歌 |
| 如果爱搁浅         | 林依轮 | 董赫男   | 董赫男   |
| 我需要你           | 满文军 | 刘沁     | 刘沁     |